# Стризивојна
Стризивојна је насељено место и седиште општине у средишњој Славонији, Осјечко-барањска жупанија, Република Хрватска.

## Историја
До територијалне реорганизације у Хрватској налазила се у саставу бивше велике општине Ђаково.

## Становништво
На попису становништва 2011. године, општина Стризивојна је имала 2.525 становника, од чега у самој Стризивојни 2.525.

## Попис1991.
На попису становништва 1991. године, насељено место Стризивојна је имало 2.727 становника, следећег националног састава:
| Попис 1991.‍   | Попис 1991.‍  | Попис 1991.‍ | Попис 1991.‍ | Попис 1991.‍ |
| ------------- | ------------ | ----------- | ----------- | ----------- |
|               |              |             |             |             |
| Хрвати        | Хрвати       |             | 2.666       | 97,76%      |
| Срби          | Срби         |             | 14          | 0,51%       |
| Југословени   | Југословени  |             | 10          | 0,36%       |
| Муслимани     | Муслимани    |             | 5           | 0,18%       |
| Русини        | Русини       |             | 2           | 0,07%       |
| Словенци      | Словенци     |             | 2           | 0,07%       |
| Мађари        | Мађари       |             | 1           | 0,03%       |
| неопредељени  | неопредељени |             | 2           | 0,07%       |
| регион. опр.  | регион. опр. |             | 1           | 0,03%       |
| непознато     | непознато    |             | 24          | 0,88%       |
| укупно: 2.727 |              |             |             |             |